# Christof Schwaller
Christof Schwaller (ur. 3 października 1966) – szwajcarski curler. Brązowy medalista olimpijski, medalista mistrzostw świata i Europy. Brat Andreasa.

## Osiągnięcia

### Igrzyska Olimpijskie
W 2002 roku w Salt Lake City zdobył brązowy medal, razem z Andreasem Schwallerem, Markusem Egglerem, Damianem Grichtingem i Marco Ramsteinem.

### Mistrzostwa świata
Sześciokrotnie brał udział w mistrzostwach świata w curlingu, raz zdobywając srebro (2001).

### Mistrzostwa Europy
Pięciokrotnie brał udział w mistrzostwach Europy w curlingu. W 2001 zdobył srebrny medal, a w 2010 – brązowy.